# Intifada
Intifada (arabisch انتفاضة, DMG intifāḍa; hebräisch אינתיפאדה) ist das arabische Wort für Erhebung, Volksaufstand. Das dem Substantiv zugrundeliegende Verb نفض (nafaḍa) bedeutet so viel wie sich schütteln, sich erheben (Volk). Abgeleitet davon wurde Intifada ein arabischer Begriff für einen Aufstand oder eine Rebellion. Außerhalb der arabischsprachigen Welt erlangte der Begriff vor allem während zweier palästinensischer Aufstände gegen Israel Bekanntheit.

## Israelisch-Palästinensischer Konflikt

### Erste Intifada
Die erste Intifada begann als sogenannter „Krieg der Steine“ 1987. Seit 1991 ging die Gewalt zurück; mit der Unterschrift des Vertrags von Oslo im August 1993 und der Schaffung der Palästinensischen Autonomiebehörde endete sie. Die Intifada begann im Flüchtlingslager Dschabaliya und verbreitete sich im Gazastreifen, dem Westjordanland und Ostjerusalem. Der Hamas-Führer Ahmad Yasin, Leiter des Islamischen Zentrums in Gaza, behauptete der israelischen und palästinensischen Presse vom Dezember 1989 zufolge, die Intifada sei nicht spontan aufgekommen, sondern durch „islamische Weisungen“, und die nationalen Kräfte um Yasir Arafat seien hinzugekommen. Andererseits appellierte Arafat im August 1989 an neun palästinensische Organisationen, die Einheit zu bewahren, darunter die Hamas und al-Jihad al-Islami.
Die erste Intifada war charakterisiert von zivilem Ungehorsam der Palästinenser, der mit Terror und Gewalt eskalierte. Bis zum Osloabkommen 1993 wurden nach Zählung von B’Tselem 1.162 Palästinenser von israelischen Kräften getötet. 160 Israelis wurden von palästinensischen Kräften getötet. Zusätzlich wurden laut einer Schätzung der Organisation PHRMG (Teil der Ford Foundation) 1000 Palästinenser durch palästinensische Kräfte getötet, im Zuge von Lynchjustiz, Blutrache oder Ehrenmorden. Von diesen seien nur 40 bis 50 % in Kontakt mit israelischen Kräften gewesen.
Der Nahosthistoriker Wolfgang G. Schwanitz sah die historische Leistung der Intifada bis Anfang 1991 darin, seit 1988 einen
palästinensischen Staat nicht mehr anstelle Israels, sondern daneben, im Westjordanland und im Gazastreifen anzustreben. Freilich habe es dazu einer entsprechend veränderten Palästinensischen Nationalcharta bedurft, die das Existenzrecht Israels bestätigen und die alte Palästinensische Nationalcharta ablösen sollte, die noch zur Beseitigung Israels anhält. Das habe die Intifada und ihre Vereinte Nationale Führung nicht geleistet. Vielmehr weitete sich der innere Bruch zwischen Nationalisten und Islamisten, zwischen Yasir Arafats PLO und Ahmad Yasins Hamas Anfang 1991, der im Gegensatz zu Arafat weiter alle Resolutionen der Vereinten Nationen zur Palästinafrage zurückwies.

### Zweite Intifada
Die zweite Intifada, die von den Palästinensern als Al-Aqsa-Intifada bezeichnet wird, begann im September 2000. Nach der Ankündigung des Besuchs des damaligen Oppositionsführers Ariel Scharon auf dem auch für Muslime heiligen Tempelberg begannen heftige Proteste unter den Palästinensern. Nach dem Scheitern des Gipfels von Camp David war die Gründung eines palästinensischen Staates erneut in weite Ferne gerückt. Scharon, der sich bereits im Wahlkampf befand, wollte mit seinem Gang über den Tempelberg in Begleitung von mehr als tausend Polizisten ein politisches Zeichen setzen, dass Jerusalem nicht geteilt werden würde.
Am Tag nach seinem Besuch, dem 29. September, kam es zu heftigen Protesten. Die Polizei erschoss vier Palästinenser, es gab 200 Verletzte, darunter 14 israelische Polizisten.
Am 1. Oktober erschoss die israelische Polizei im Norden Israels 13 muslimische unbewaffnete Demonstranten, darunter zwölf Israelis.
Angeheizt wurde die Intifada durch das Video von der Erschießung des Palästinenserjungen Muhammad al-Durrah an einer Straßenkreuzung nahe Netzarim im Gazastreifen am 30. September 2000, zwei Tage nach Scharons Tempelberg-Besuch.
Der Weltsicherheitsrat tagte auf Bitten der palästinensischen Führung und erließ am 7. Oktober 2000 die Resolution 1322, die Israel den unverhältnismäßigen Einsatz von Waffengewalt vorwarf.
Die Auseinandersetzungen zwischen der israelischen Armee und Palästinensern griffen auf das gesamte Gebiet Israels und der Palästinensischen Autonomiebehörde über. Mit der Vereinbarung von Mahmud Abbas und Ariel Scharon im ägyptischen Scharm El-Scheich im Februar 2005 über einen beiderseitigen Waffenstillstand galt die Al-Aqsa-Intifada offiziell als beendet. Die Israelis zählten in den 1558 Tagen der Al-Aqsa-Intifada 20.406 Anschläge, darunter 138 Selbstmordanschläge und 13.730 Schussüberfälle, sowie 460 Angriffe mit Kassam-Raketen. Nach Angaben der Zeitung Jedi’ot Acharonot wurden 1036 Israelis getötet (715 Zivilisten) und 7.054 verletzt. Nur für die Selbstmordanschläge gilt: „Seit Beginn der Intifada (September 2000) wurden bei 143 Selbstmordanschlägen 513 Israelis getötet und 3.380 verletzt. Die Anschläge wurden von 160 Selbstmordattentätern und -täterinnen durchgeführt.“ Die Palästinenser hatten 3592 (palästinensische Quellen: 3336) Tote (985 Zivilisten) zu beklagen. Israel bezeichnet 959 von ihnen als Terroristen – 208 Palästinenser wurden gezielt getötet. Über 600 palästinensische Tote waren Mitglieder der Sicherheitsdienste der Autonomiebehörde (der Geheimdienste oder der Polizei).
Den Angriffen der israelischen Luftwaffe, die auch auf Ziele in dicht besiedelten Gebieten geflogen wurden, fielen anfangs sehr viele Zivilisten zum Opfer; erst allmählich änderte sich dies. Während der Prozentsatz im Jahre 2002 bei 50 % lag, sank er bis 2007 auf 2–3 %.

### Mögliche dritte Intifada
Bei aufkommenden Konflikten in Palästina und Israel wurde in der Folge immer wieder von einer dritten Intifada gesprochen. So rief der Chef des Politbüros der radikalislamischen Hamas Chalid Maschal im Dezember 2008 während der israelischen Operation Gegossenes Blei im Gazastreifen zu einer dritten Intifada auf.
Als Intifada werden in der Öffentlichkeit manchmal folgende Unruhen bezeichnet:

#### Jerusalem-Intifada 2014
Die Unruhen in Jerusalem im Sommer und Herbst des Jahres 2014, ausgelöst durch die Entführung und Ermordung der drei israelischen Jugendlichen Naftali Frankel, Gil-Ad Scha‘ar und Ejal Jifrach, werden häufig auch als Intifada bezeichnet.

#### Messer-Intifada 2015
Im Oktober 2015 wurde erneut vor einer weiteren Intifada in Form von einer neuen Art des Terrors gewarnt. Ausschlaggebend waren zwei Messerattacken in Israel vom 3. Oktober 2015 und die Folgeereignisse. Diese vor allem von palästinensischen Jugendlichen (teilweise minderjährig, teilweise weiblich) durchgeführten Angriffe mit Messern auf Israelis häuften sich derart, dass Anfang 2016 in den israelischen Medien der Begriff „Messer-Intifada“ auftauchte. Diese Bezeichnung wurde auch von deutschen Journalisten übernommen. Neu bei diesem Vorgehen ist, dass diese Anschläge nicht organisiert sind und keine Organisation dafür verantwortlich gemacht werden kann. Häufig wurden die Angreifer im Zuge des Attentats von Sicherheitskräften erschossen. In einigen Fällen starben auch Israelis durch verirrte Kugeln. Der Höhepunkt dieser Phase war der Frühling 2016, wo es auch zum Zwischenfall in Hebron am 24. März 2016 kam. In vielen Fällen wird davon ausgegangen, dass Jugendliche auf diese Weise Suicide by soldier begingen. Untersuchungen der israelischen Armee und Polizei in Zusammenarbeit mit Psychologen ergaben, dass rund die Hälfte der 300 Angreifer in den 18 Monaten ab dem September 2015 in diese Gruppe fallen. Gründe waren: Mobbing, Missbrauch, Zwangsverheiratung und sogar schlechte Schulnoten. Am 2. Mai 2017 beging auch ein jüdischer 19-Jähriger auf diese Art Selbstmord.

#### Hauptstadtfrage 2017
Am 7. Dezember 2017 rief der Vorsitzende des politischen Büros der Hamas, Ismail Haniyya, zu einer dritten Intifada auf – eine Reaktion auf die Ankündigung am Vortag von US-Präsident Donald Trump, Jerusalem als Hauptstadt Israels anzuerkennen und die Botschaft der USA von Tel Aviv dorthin zu verlegen.

#### Terrorangriff der Hamas auf Israel 2023
50 Jahre nach dem Jom-Kippur-Krieg startete die radikal-islamische Hamas am 7. Oktober 2023 aus dem Gazastreifen einen Großangriff auf Israel. Bei dem Angriff wurden tausende Raketen auf Israel geschossen, israelische Zivilisten getötet, vergewaltigt und entführt. Israel verhängte daraufhin den Kriegszustand und startete eine Offensive auf den Gazastreifen mit dem erklärten Ziel, die Hamas auszuschalten. Dabei wurden auch die zivile Infrastruktur im Gazastreifen in weiten Teilen zerstört und Zehntausende Palästinenser, darunter viele Zivilisten, getötet. Weiterhin ist ein Großteil der Palästinenser seitdem auf Hilfe angewiesen.